# VPREB3
VPREB3 (англ. V-set pre-B cell surrogate light chain 3) – білок, який кодується однойменним геном, розташованим у людей на короткому плечі 22-ї хромосоми. Довжина поліпептидного ланцюга білка становить 123 амінокислот, а молекулярна маса — 13 710.
| 10         |  | 20         |  | 30         |  | 40         |  | 50         |
| ---------- |  | ---------- |  | ---------- |  | ---------- |  | ---------- |
| MACRCLSFLL |  | MGTFLSVSQT |  | VLAQLDALLV |  | FPGQVAQLSC |  | TLSPQHVTIR |
| DYGVSWYQQR |  | AGSAPRYLLY |  | YRSEEDHHRP |  | ADIPDRFSAA |  | KDEAHNACVL |
| TISPVQPEDD |  | ADYYCSVGYG |  | FSP        |  |            |  |            |

A: Аланін

C: Цистеїн

D: Аспарагінова кислота

E: Глутамінова кислота

F: Фенілаланін

G: Гліцин

H: Гістидин

I: Ізолейцин

K: Лізин

L: Лейцин

M: Метіонін

N: Аспарагін

P: Пролін

Q: Глутамін

R: Аргінін

S: Серин

T: Треонін

V: Валін

W: Триптофан